# 샤른베버슈트라세역
샤른베버슈트라세역(U-Bahnhof Scharnwebertraße)은 베를린 라이니켄도르프구 라이니켄도르프에 있는 U6의 역이다. U6의 지상역 세 곳 중 하나이다. 아이히보른담(Eichborndamm)의 남쪽 끝과 샤른베버슈트라세의 교차점 근처에 설치되어 있다.
역 서쪽으로는 아이히보른담과 안토니엔슈트라세(Antonienstraße)로 연결되는 아우토반 111호선의 나들목 위를 1975년에 건설된 교량으로 통과한다. 아이히보른담 통과 구간에서는 근처에 있었던 운동 경기장의 폭 때문에 기존 구조물을 사용할 수 있었다.
역사는 제방 위에 건설되어 있으며 철근 콘크리트 재질로 건설되었다. U6의 다른 지상역과는 다르게 승강장 양쪽 끝에 출입구가 모두 설치되어 있으며, 서쪽 출입구는 대합실과 연결된다. 승강장 길이는 109.6 m이며 고도는 7.21 m, 폭은 8.30 m이다. 역사 내 기둥은 제방 아래까지 내려가서 지반 위에 설치되어 있다.
역사는 실용성을 위주로 설계되어 있다. 외벽은 베이지색 패널로 마감되어 있다. 대합실과 승강장은 청회색 모자이크 타일로 마감되어 있으며, 철제 골조는 빨간색으로 마감되어 있다. 동쪽 출구는 북쪽으로만 연결되며, 해당 위치에 있는 경기장 방면으로는 출구가 개통되지 않았다. 과거 유리벽으로 둘러싸여 있었던 공간은 격자로 대체되었다.
베를린 버스 221번과 환승 가능하다.

## 역사
계획 당시 역명은 슈포르트플라츠(Sportplatz)역이었으며 공식적으로 발간한 지도에도 사용되었던 명칭이다. 1958년 5월 31일 근처에 있는 도로명을 따서 샤른베버슈트라세(아이히보른담)(Scharnweberstraße (Eichborndamm))역으로 개업했다. S반 열차가 정차하는 아이히보른담역(당시 이름은 아이히보른슈트라세역)과는 다른 역이기 때문에 혼동을 방지하기 위해서 이러한 이름을 선택했다.
1965년에 서부 출입구 방면으로 에스컬레이터가 설치되었다. 2010년 12월 7일 엘리베이터가 운영을 시작했다. 엘리베이터 설치 예산은 120만 유로가 소요되었다.
2020년부터 승강장과 천장 구조물의 손상 보수 공사를 진행할 예정이었다. 2022년 11월 6일부터 쿠르트슈마허플라츠-테겔 구간 보수 공사로 영업을 중단하면서, 2023년 2월부터 역 개보수공사가 진행될 예정이다.

## 인접 철도역
| 베를린 지하철 6호선          | 베를린 지하철 6호선 | 베를린 지하철 6호선                      |
| ---------------------------- | ------------------- | ---------------------------------------- |
| 오티스슈트라세 알트테겔 방면 | U6                  | 쿠르트슈마허플라츠 알트마리엔도르프 방면 |